# PS10

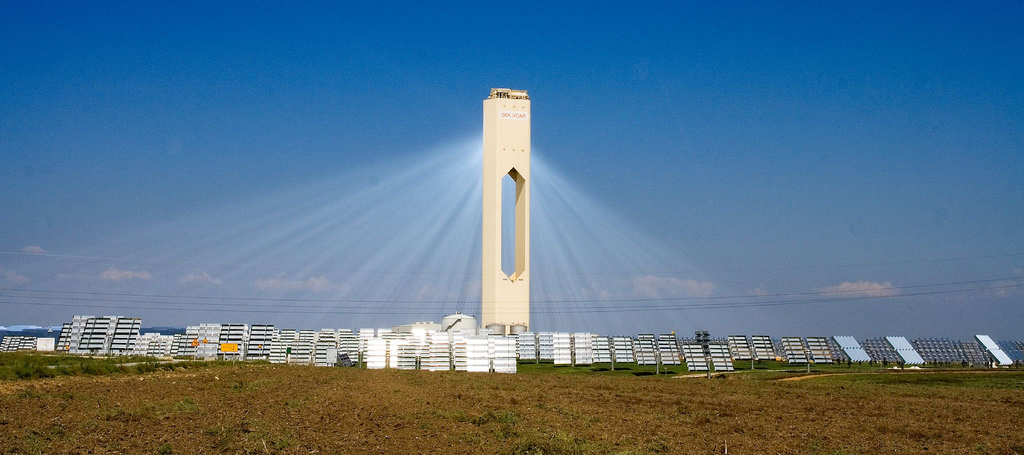
Elektrownia PS10

PS10 (z jęz. hiszp. Planta Solar 10) – elektrownia słoneczna skonstruowana w technologii wieżowej o mocy 11 MW zlokalizowana niedaleko Sewilli w Hiszpanii, wybudowana w 2004 roku. 

## Zasada działania
Elektrownia zbudowana jest z heliostatów, które kierują promienie słoneczne na odbiornik znajdujący się w górnej części 115-metrowej wieży. Tam ciepło wytwarza parę która następnie  zasila turbinę parową, a ta generator produkujący energię elektryczną.
Siłownia należy do koncernu Abengoa.  